# Walter Zenga
Walter Zenga (phát âm tiếng Ý: [ˈvalter ˈdzeŋɡa], sinh ngày 28 tháng 4 năm 1960) là cựu thủ môn bóng đá quốc tế người Ý. Ông từng thi đấu trong giai đoạn từ cuối thập niên 70 tới cuối thập niên 90 và là người trấn giữ khung thành số 1 của đội tuyển Italia và câu lạc bộ Inter Milan trong một thời gian dài.

## Sự nghiệp cầu thủ
Zenga khởi nghiệp ở một loạt những câu lạc bộ nhỏ ở những hạng đấu cấp thấp như Macallese, Salernitana Calcio, Savona hay nổi bật nhất là Sambenedettese, ở đó Zenga đã giúp câu lạc bộ của mình giành quyền lên hạng Serie B.
Mùa giải 1982-1983, Zenge gia nhập Inter Milan, câu lạc bộ mà ông là cổ động viên từ khi còn bé, Zenga bắt dự bị cho thần tượng của ông là thủ môn Ivano Bordon, thủ thành số 2 của đội tuyển Ý khi đó. Zenga không bắt trận nào ở Serie A, nhưng tại Coppa Italia ông đã chứng tỏ tài năng của mình bắt chính trong 5 trận đấu và giúp Inter giành cúp. Hết mùa giải đó, Ivano Bordon chuyển sang bắt cho Sampdoria, và Zenga nghiễm nhiên trở thành người bắt chính ở Inter. Trận đấu đầu tiên của ông ở Serie A là trận gặp chính Sampdoria của Ivano Bordon ngày 11 tháng 9 năm 1983. Nhờ tài năng của mình Zenga nhanh chóng chiếm được cảm tình của các cổ động viên Inter, ngay trong mùa giải đầu tiên của mình ông đã bắt chính trong cả sáu trận đấu của Inter ở cúp châu Âu, còn ở Serie A ông chỉ để thủng lưới 23 bàn trong 30 trận đấu. Zenga trở thành một phát hiện lớn của mùa giải, giới truyền thông nhận thấy trong chàng thủ môn trẻ này trong tương lai hình ảnh của một thủ môn đẳng cấp thế giới.
Trong những mùa giải tiếp theo, Zenga dần trở thành thủ lĩnh ở Inter. Năm 1986, ông được triệu tập vào đội hình tuyển Ý dự Cúp thế giới, tại giải này Zenga bắt dự bị cho Giovanni Galli.
Mùa giải 1986-1987 trở thành một trong những mùa giải đẹp nhất sự nghiệp Zenga khi ông chỉ để thủng lưới 16 bàn trong 29 trận ở Serie A, phong độ chói sáng đã giúp ông nhận danh hiệu cầu thủ xuất sắc nhất mùa giải.
Năm 1990, tại World cup được tổ chức trên sân nhà, Walter Zenga trở thành thủ môn chính của đội tuyển Ý và giành huy chương đồng. Tại giải này Zenga đã giữ sạch lưới trong 5 trận liên tiếp với tổng thời gian là 517 phút, ông lập kỉ lục là thủ môn có thời gian giữ sạch lưới lâu nhất ở các vòng chung kết giải vô địch bóng đá thế giới .
Mùa giải 1990-1991, Zenga cùng Inter vô địch cúp UEFA sau khi vượt qua A.S. Roma với tổng tỉ số 2-1 qua 2 lượt trận (2-0 lượt đi và 0-1 lượt về). Đây là chiếc cúp UEFA đầu tiên trong lịch sử Inter, 3 năm sau đó, ở tuổi 34, Zenga cùng Inter lần thứ 2 vô địch cúp UEFA khi vượt qua Casino Salzburg của Áo với tổng tỉ số 2-0. Đây cũng là mùa giải cuối cùng của Zenga ở Inter, ông chuyển sang Sampdoria và để lại vị trí bắt chính ở Inter Gianluca Pagliuca.
Hai năm sau đó Zenga chuyển sang Padova và ở lại đó trong 1 mùa giải. Trong mùa giải cuối cùng của sự nghiệp, Zenga sang Mỹ thi đấu cho câu lạc bộ New England Revolution.
Sau khi treo găng, Zenga trở thành huấn luyện viên. Tổng cộng trong sự nghiệp của mình ông đã 58 lần khoác áo đội tuyển Ý, bắt 328 trận ở Serie A và 71 trận ở cúp châu Âu.
Trong suốt sự nghiệp Zenga được đặt biệt danh là Uomo Ragno (người nhện) nhờ những kĩ năng bắt bóng rất tốt của ông, đặc biệt là sự nhanh nhẹn.

## Sự nghiệp huấn luyện
Sau khi hết hợp đồng với New England Revolution, Zenga giải nghệ và bắt đầu sự nghiệp huấn luyện. Sau một thời gian ngắn làm việc với câu lạc bộ nghiệp sư Breca ở Milan, Zenga chuyển tới Romania vào năm 2002 và huấn luyện cho hai câu lạc bộ AFC Progresul Bucureşti và FC Steaua Bucureşti.
Hè 2005, sau khi bị Steaua sa thải, Zenga chuyển tới Sao đỏ Belgrade và giúp câu lạc bộ giành cú đúp với chức vô địch quốc gia và cúp quốc gia Serbia và Montenegro.
Hè 2006, Zenga được mới về dẫn dắt câu lạc bộ Thổ Nhĩ Kỳ Gaziantepspor, nhưng sau sự khởi đầu thất vọng với chỉ 5 trận thắng sau 17 trận đấu, Zenga từ chức vào tháng 1 năm 2007 và chuyển tới Al Ain của UAE. Nhưng chỉ sau 5 tháng ông bị sa thải và chuyển tới Dinamo Bucharest, nhưng cũng chỉ 2 tháng sau Zenga từ chức sau trận thua 0-1 trong trận derby với Steaua . Zenga trở về quê hương và trở thành một bình luận viên bóng đá cho kênh truyền hình RAI - Italia.
Ngay 1 tháng 4 năm 2008, Zenga nhận lời thay thế Silvio Baldini làm huấn luyện viên Catania . Trận đấu đầu tiên của Zenga ở Serie A đã kết thúc tốt đẹp khi ông và các học trò nghiền nát Napoli 3-0 tại sân nhà, qua đó giúp đội bóng thoát hiểm trong phút chót sau trận hòa 1-1 với Roma ở vòng đấu cuối cùng. Mùa giải 2008-09, Zenga dẫn dắt Catania giành một loạt kết quả ấn tượng trong giai đoạn đầu mùa bóng, qua đó ông được đội bóng đảo Sicilia gia hạn thêm một năm hợp đồng . Phong cách thi đấu của Catania dưới thời Zenga trở nên đặc biệt qua cách sắp xếp những pha đá phạt.
Ngày 5 tháng 6, Zenga bị phát hiện đã đồng ý một bản hợp đổng 3 năm với Palermo để thay thế Davide Ballardini; đây được xem như một bất ngờ lớn bởi Palermo được cho là quan tâm đến những huấn luyện viên khác và sự thù địch giữa Palermo và đội bóng cũ Catania của Zenga, hai câu lạc bộ duy nhất của đảo Sicilia thi đấu ở hạng đấu cao nhất nước Ý . Zenga khởi đầu khá thuận lợi với trận thắng 4-2 trước SPAL 1907 ở Coppa Italia và trận thắng 2-1 trên sân nhà trước Napoli ở vòng đấu đầu tiên của mùa giải. Tuy nhiên một loạt những kết quả thất vọng sau đó, đỉnh điểm là trận hòa 1-1 trước đội bóng cũ Catania đã khiến chủ tịch Maurizio Zamparini sa thải Zenga vào ngày 23 tháng 11 chỉ sau 13 trận đấu ở Serie A.
Ngày 11 tháng 5 năm 2010 Zenga trở thành huấn luyện viên mới của Al-Nassr, Ả Rập Xê Út . Nhưng Zenga cũng chỉ tại vị tới tháng 12 năm đó sau một sê-ri những kết quả nghèo nàn khiến câu lạc bộ tụt sâu trên bảng xếp hạng .
Ngày 6 tháng 1 năm 2011 Zenga được chỉ định làm huấn luyện viên của Al Nasr SC ở giải vô địch bóng đá UAE .

## Đời tư
Zenga có 3 đứa con với hai người vợ đầu tiên của mình. Người con trai cả Jacopo (với người vợ đầu tiên Marche Elvira Carfagna) cũng là một cầu thủ bóng đá, hiện đang chơi ở Serie D (nghiệp dư) sau khi từng tập luyện ở đội trẻ của Inter Milan và Genoa. Zenga cũng có hai con trai Nicolo và Andrea với người vợ thứ hai Roberta Termali . Năm 2005, Zenga làm đám cưới với một phụ nữ 23 tuổi người Romania là Raluca Rebedea , tháng 11 năm 2009 cô sinh cho Zenga con gái Samira Valentina.
Tháng 4 năm 2010, Zenga nói ông muốn nhập quốc tịch Romania.

## Danh hiệu

### Cầu thủ
Internazionale
- Serie A (1): 1988-89
- Siêu cúp Italia (1): 1989
- UEFA Cup (2): 1991, 1994

Cá nhân
- Cầu thủ xuất sắc nhất Serie A (1): 1987
- Thủ môn xuất sắc nhất năm do IFFHS bầu chọn (3): 1989, 1990, 1991
- Thủ môn xuất sắc nhất năm của UEFA (1): 1990
- Huy chương đồng World Cup 1990

### Huấn luyện viên
Steaua Bucureşti
- Vô địch quốc gia (1): 2004-05

Red Star Belgrade
- Vô địch quốc gia (1): 2005-06
- Cúp quốc gia (1): 2005–06